# Hueyapan de Ocampo
Hueyapan de Ocampo è una municipalità dello stato di Veracruz, nel Messico centrale, il cui capoluogo è la località omonima.
Conta abitanti 41.649 (2010) e ha una estensione di 824 km². 	
Il significato del nome della località in lingua nahuatl è in mezzo al grande fiume, mentre la seconda parte del nome ricorda Melchor Ocampo, politico messicano.